# いかちゃん (ゲーム)
『いかちゃん』は、開発室Pixelの天谷大輔によって制作され1999年にフリーウェアとして公開されたWindows用のアクションRPG。Nicalisによるニンテンドー3DS用英語訳版ソフトが2013年1月31日に発売されており、2016年11月30日にはピッキーによる日本語版ソフトも発売されている。

## 概要
イカに似た姿をしたキャラクター「いかちゃん」を操作して、深海を探索するアクションRPGである。記憶を失った状態で目覚めたいかちゃんが、探検を開始するところからストーリーは始まる。
操作キャラクターであるいかちゃんは、噴射によって真上や斜め上に少しずつ移動することができ、何もしていない状態では沈んでゆく。体力は魚を取るか貝のベッドで休む事で回復する。経験値を上げることによってレベルアップし、体力の最大値が増す。また装備アイテムを取得すると、頭突きで壁を壊したり真横に頭突きしたりする事もできるようになる。

## 背景
『洞窟物語』の制作が中断していた時期に作られたゲームが本作である。
作者であるPixelは制作の動機について、当時「箱庭の中を歩き回るようなゲーム」を作りたいと考えていたが、大規模な作品を完成させる自信がなく、「ゲーム作りのノウハウ」を先に身に付けるため「シンプルな箱庭タイプのゲーム」を作ろうとしたことがきっかけであると述べている。そして制作中は「労力」と「おもしろさ」の取捨選択に苦慮したと述べている。

## 評価
窓の杜のコーナー「週末ゲーム」では、「大きな頭とふわふわ動く4本足がキュートなイカのキャラクターを操作して、迷宮のような深海のステージを探索していくアクションRPG」として紹介されており、「かわいいキャラクターたちを見ながら、空気の泡がぷくぷくと漂う深海を泳いでいるだけでも楽しい」と評されている。
ふりーむ!の記事では、「ほのぼのとしたストーリー」の作品であり、「動きに慣れるまではなかなか難しいかもしれない」が、操作に慣れると「まるで深海を泳いでいるかのような感覚に陥る」と評されている。FREE GAME AWARDS 2002では、読者投票によって本作が入賞している。
Yahoo! BBの「ブロ番ガイド」では、「深海に住むさまざまな生き物達が登場」し「神秘に満ちた海底を探検するアクションゲーム」として紹介されており、「水中の慣性を表現した独特の操作感が味わえる」と評されている。
『インディーズゲーム for Windows』（工学社）では、「こころあたたまる、ほのぼの深海アドベンチャー」として紹介されている。
ベクターの「新着ソフトレビュー」では、「プレイ時間はさほど多くを必要としないものの、ゲームとしての完成度は高い」と評価されている。そして「海底の住人たちのデザインはよくできており、魚たちの動きも楽しい」と評されており、また「海の中をなかば漂いながら泳いでいる感覚がなかなかリアル」とも評されている。